# George Holt
Pour les articles homonymes, voir Holt.
George Holt (30 septembre 1878 - 18 juillet 1944) est un acteur et réalisateur américain. Il a joué dans 64 films entre 1913 et 1935. Il a également réalisé 24 films entre 1919 et 1924. Il est né à Fall River, Massachusetts et est décédé à Santa Monica, Californie.

## Filmographie sélectionnée
- The Proof of the Man
- The Fighting Trail
- Aladdin from Broadway
- Hugon, The Mighty
- His Buddy
- The Lone Hand
- The Trail of the Holdup Man
- Kingdom Come (en)
- Ace High
- Bigger Than Barnum's